# Asociația Estonă de Fotbal
Asociația Estonă de Fotbal (EJL; estonă Eesti Jalgpalli Liit) este forul conducător al fotbalului în Estonia. Organizează: Meistriliiga, Cupa Estoniei. Sediul central este în Tallinn. EJL a devenit membru FIFA în 1923, dar datorită anexării Estoniei de către URSS aceasta a fost desființată. A devenit membru din nou din 1992 .